# Èfira (Tespròcia)

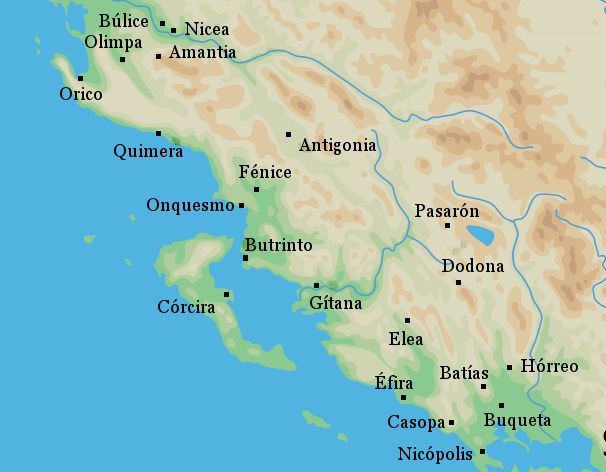
Mapa amb la ubicació aproximada d'algunes de les principals ciutats de l'antic Epir, en què s'observa la situació d'Èfira, al nord-oest de Casopa i Nicòpolis

Èfira (en grec, Εφύρα) és el nom d'una antiga ciutat grega de Tespròcia. Estrabó diu que Èfira era el nom antic de la població que després s'anomenà Cíquiros (Κίχυρος).

## Llegendes de mitologia grega
Segons la mitologia grega, Hèracles combaté els tesprotis i conquerí la ciutat d'Èfira, que estava governada per Filant, i tingué una relació amb la seua filla Astíoque, amb qui va tenir un fill, Tlepòlem.
També es deia que Èfira era el lloc on havia anat a parar Neoptòlem després de tornar de la Guerra de Troia, ja que no havia pogut arribar a Skiros. D'Èfira procedien els descendents de Fidip i Àntif, els fills de Tèssal, que envaïren des d'allí Tessàlia, a la qual donaren el nom de son pare.

## Ubicació
Tucídides diu que Èfira es trobava a l'interior, al territori d'Elea, dominant el port de Quimeri.
Hi havia diverses ciutats en diferents llocs de l'antiga Grècia que tenien el nom d'Èfira, i des de l'antiguitat s'ha enraonat sobre quina de totes havia de ser l'Èfira citada per Homer en la Ilíada i l'Odissea. Estrabó considerava que havia d'identificar-se amb l'Èfira d'Èlide, però altres autors, com Pausànias, s'inclinaven per l'Èfira de Tespròcia. En l'Odissea, Homer cita Èfira com el lloc on estava situat el palau d'Ilos Mermèrida i on podien obtenir-se substàncies verinoses.
Pausànias situa Cíquir prop de la llacuna Aquerúsia i dels rius Aqueront i Cocit.

## Jaciments arqueològics

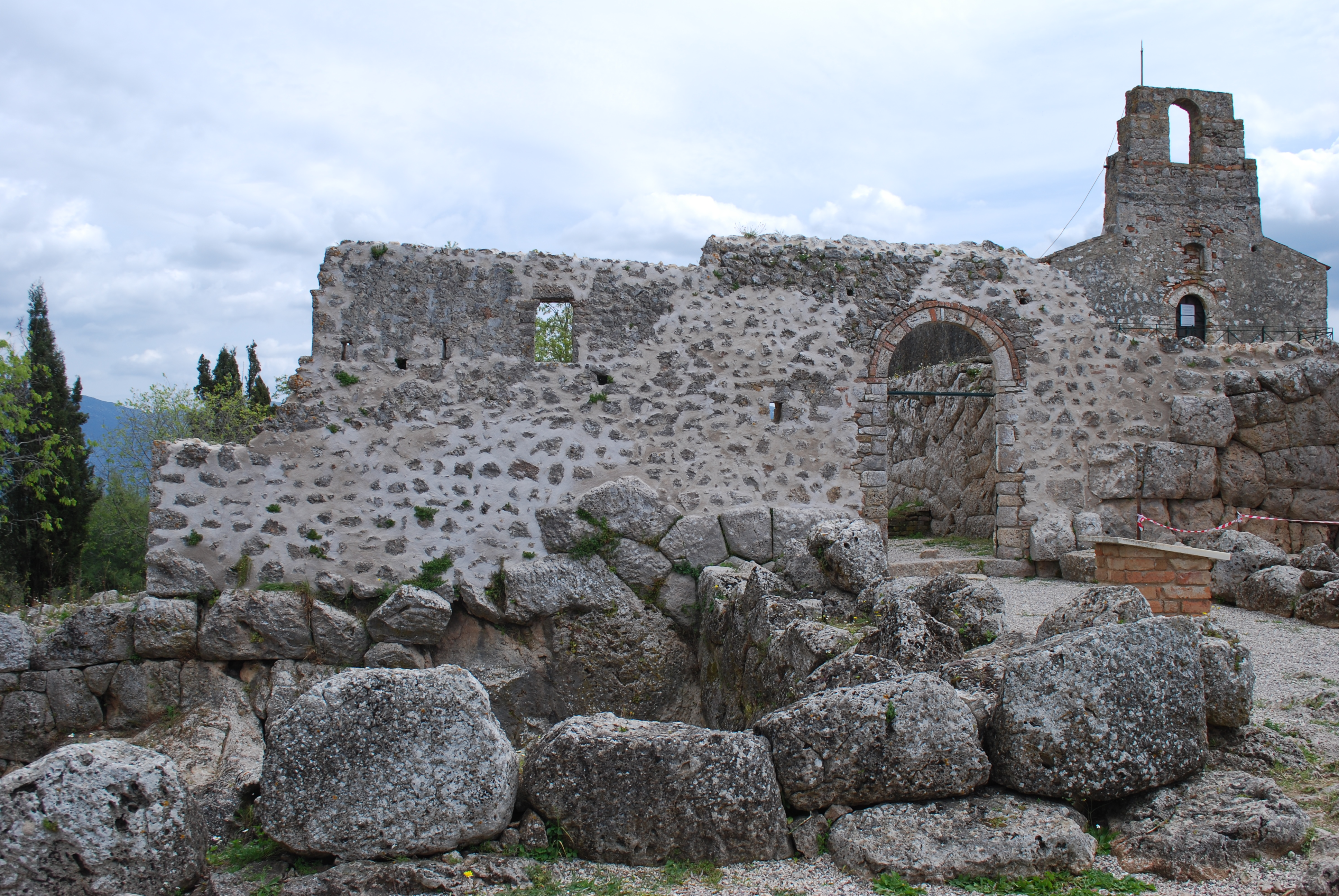
Part de les restes del Necromantí d'Aqueront, amb l'església del monestir Sant Joan Baptista al fons a la dreta

Les restes de l'antiga Èfira es troben prop de l'actual Ioànnina. En el període entre 1958 i 1987 s'hi feren algunes excavacions dirigides per un equip de la Universitat de Ioànnina que posteriorment s'ampliaren entre 2006 i 2008. S'hi han trobat restes de l'única acròpoli micènica confirmada dins de la regió de l'Epir. Dos dels tres murs de la fortificació que s'han trobat a la part sud de l'acròpoli s'edificaren en pedra amb tècnica ciclòpia als s. XIV o principis del XIII ae, mentre que el tercer és molt posterior, del període hel·lenístic. D'altra banda, en un altiplà del costat occidental de l'acròpoli han aparegut tres grans túmuls funeraris del segle xii aC.
També s'han trobat les restes del que s'ha interpretat com l'antic santuari Necromantí d'Aqueront. Necromantí (en grec, Νεκρομαντείο) significa 'oracle dels morts' i ací els qui predeien el futur eren les ànimes dels morts. Aquest santuari, l'esmenta Homer en l'Odissea i també està quasi totalment construït en pedra ciclòpia. La part principal del jaciment arqueològic sembla del període hel·lenístic. Just damunt de les ruïnes del Necromantí es troba el monestir de Sant Joan Baptista, construït al s. XVIII.